# Dregea
Genre
Classification phylogénétique
Dregea est un genre de lianes et d'arbustes de la famille des Apocynacées originaires d'Asie et d'Afrique.
Nom chinois : 南山藤属

## Description

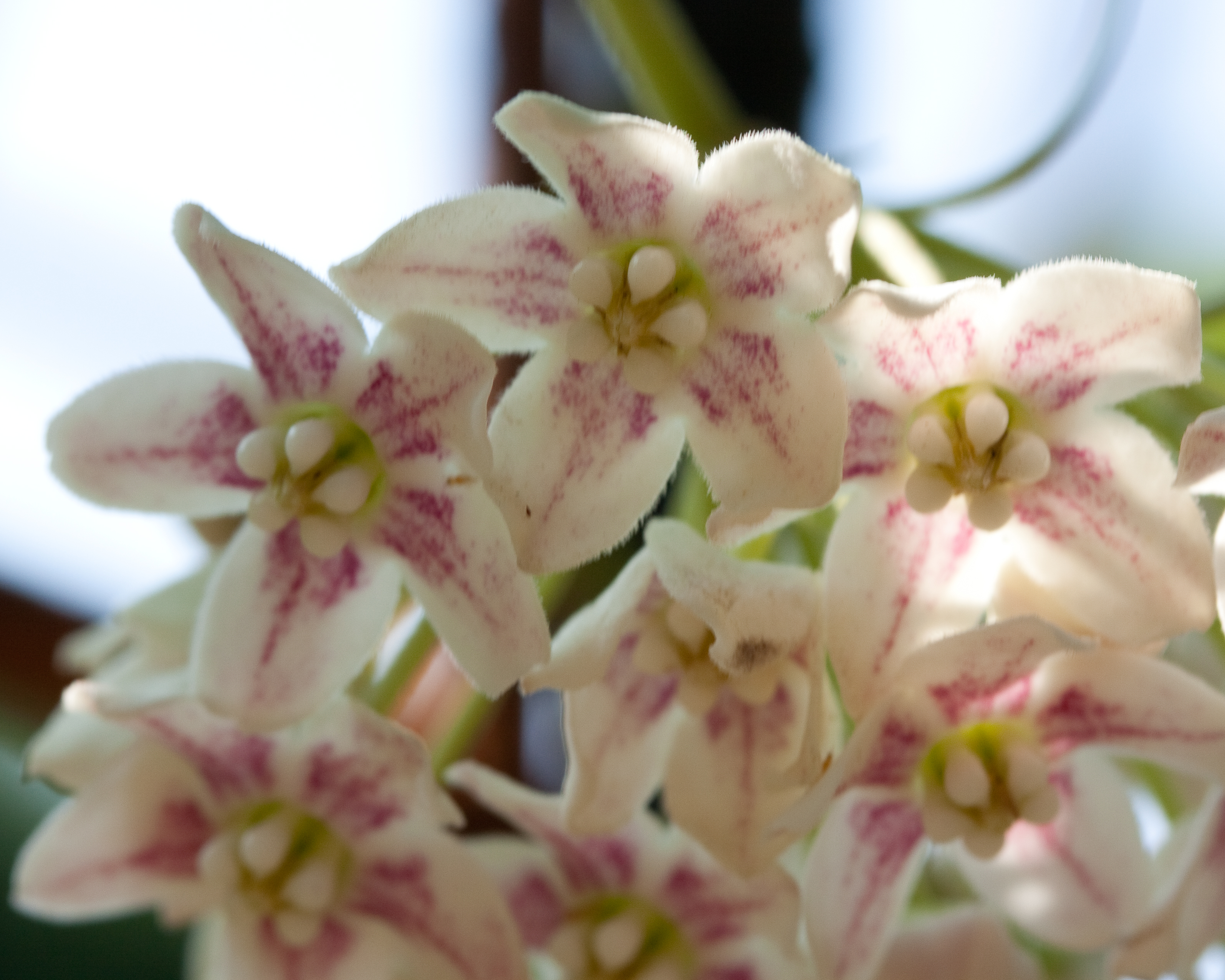
Fleurs de Dregea sinensis.

Il s'agit de lianes à floraison estivale, souvent parfumée.
Comme les espèces de la sous-famille, les plantes du genre ont une fleur portée par une ombelle à long pédoncule, régulière, hermaphrodite, au calice à cinq sépales, une corolle gamopétale et cinq étamines, alternes aux divisions de la corolle, recouvertes chacune par un lobe écailleux formant la couronne. Les deux ovaires forment des fruits qui sont des follicules épais, déhiscents, à graines nombreuses.
Le genre est défini par la forme de la couronne de sa fleur : les cinq lobes de la couronne sont aussi hauts que les anthères, épais, adhérent aux anthères par une excroissance formant un angle aigu.

## Distribution
Les espèces du genre sont originaires d'Asie - principalement de Chine - et d'Afrique. 
L'espèce Dregea sinensis s'est diffusée comme plante ornementale dans l'ensemble des pays à climat tempéré.

## Position taxinomique et historique
Le genre appartient à la sous-famille Asclepiadoideae, tribu Marsdenieae.
Ernst Heinrich Friedrich Meyer décrit le genre en 1837 et le dédie à Jean François Drège.
La même année de publication du genre par Ernst Heinrich Friedrich Meyer, un homonyme de la famille des Apiacées est créé par Christian Friedrich Ecklon et Carl Ludwig Philip Zeyher : cet homonyme est renommé Ifdregea par Ernst Gottlieb von Steudel en 1840.
En 1998, Ralf Omlor, dans sa thèse, publie une révision des genres de la tribu Marsdenieae.
Le genre est très proche du genre Marsdenia R.Br., proximité occasionnant un certain nombre de synonymes.

## Liste d'espèces
La liste des espèces a été constituée à partir des index IPNI (International Plant Names Index) et Tropicos (Index du jardin botanique du Missouri), à la date de septembre 2011.
Les espèces maintenues dans le genre sont en caractères gras :
- Dregea abyssinica K.Schum. (1895)
- Dregea africana Martelli (1886)
- Dregea angustifolia (Hook.f.) Santapau & Irani  (1962) - synonyme : Dregea volubilis var. angustifolia Hook. f.
- Dregea arabica Decne. (1844)
- Dregea capensis (Thunb.) Eckl. & Zeyh. (1837) : voir Ifdregea capensis (Eckl. & Zeyh.) Steud.[3]
- Dregea collina Eckl. & Zeyh. (1837) : voir Ifdregea collina (Eckl. & Zeyh.) Steud.[3]
- Dregea corrugata C.K.Schneid. (1916) : voir Dregea sinensis var. corrugata (Schneid.) Tsiang & P.T.Li
- Dregea crinita (Oliv.) Bullock (1956)
- Dregea cuneifolia Tsiang & P.T.Li (1974)
- Dregea faulknerae Bullock (1957) : voir Marsdenia faulknerae (Bullock) Omlor
- Dregea floribunda E.Mey. (1837)
- Dregea formosana T.Yamaz. (1968) : voir Dregea volubilis (L.f.) Benth. ex Hook.f.
- Dregea lanceolata (Cooke) Santapau & Wagh (1964)
- Dregea macrantha Klotzsch (1861)
- Dregea montana Eckl. & Zeyh. (1837) : voir Ifdregea montana (Eckl. & Zeyh.) Steud.[3]
- Dregea pubescens Boerl. (1899)
- Dregea rubicunda K.Schum. (1893)
- Dregea schimperi (Decne.) Bullock (1957)
- Dregea sinensis Hemsl. (1889)
  - Dregea sinensis var. corrugata (Schneid.) Tsiang & P.T.Li (1974)
- Dregea stellaris (Ridl.) Ridl. (1923) [4]
- Dregea stelostigma (K.Schum.) Bullock (1957)
- Dregea virgata (Cham. & Schltdl.) Eckl. & Zeyh. (1837) : voir Ifdregea capensis (Cham. & Schltdl.) Steud.[3]
- Dregea volubilis (L.f.) Benth. ex Hook.f. (1883)
  - Dregea volubilis var. angustifolia Hook. f. (1883) : voir Dregea angustifolia (Hook.f.) Santapau & Irani
  - Dregea volubilis var. glabra Costantin (1912) - synonyme : Wattakaka volubilis var. glabra (Costantin) Tsiang
  - Dregea volubilis var. lacuna (Buch.-Ham. ex Wight) Hook.f.
  - Dregea volubilis var. viridiflora (Hassk.) Kuntze (1891)
- Dregea yunnanensis (Tsiang) Tsiang & P.T.Li (1974)
  - Dregea yunnanensis var. major (Tsiang) Tsiang & P.T.Li (1974)

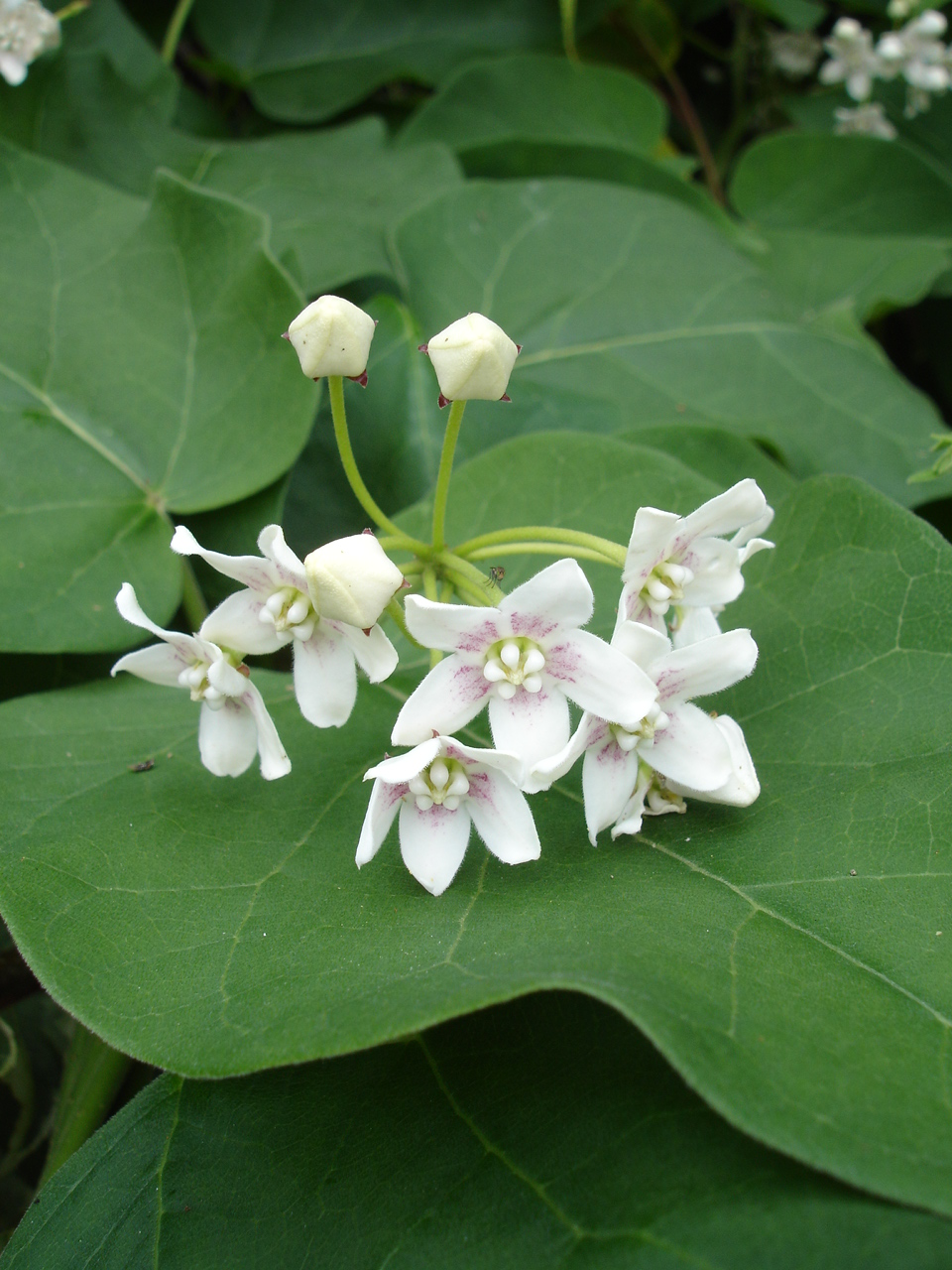
Dregea sinensis
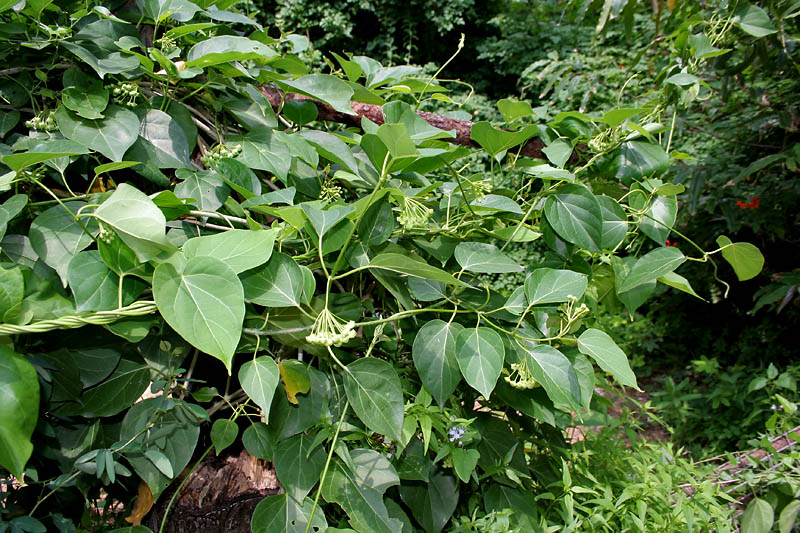
Dregea volubilis